# DJ Qualls
 DJ Qualls, eg. Donald Joseph Qualls, född 10 juni 1978 i Nashville, Tennessee, USA, är en amerikansk skådespelare. Har haft cancer. Han kom ut som homosexuell i Januari 2020

## Filmografi (urval)
- 2000 – Road Trip
- 2000 – Cherry Falls
- 2002 – Scrubs, avsnitt My Student (gästroll i TV-serie)
- 2002 – The New Guy
- 2003 – The Core
- 2005 – Hustle & Flow
- 2005 – Lost, avsnitt Everybody Hates Hugo (gästroll i TV-serie)
- 2007 – My Name is Earl, 3 avsnitt (gästroll i TV-serie)
- 2008 – The Big Bang Theory, avsnitt The Loobenfeld Decay (gästroll i TV-serie)
- 2009 – Road Trip: Beer Pong
- 2009 – All About Steve
- 2009 – Breaking Bad, avsnitt Better Call Saul (gästroll i TV-serie)
- 2011-2014 – Supernatural, 4 avsnitt (gästroll i TV-serie)
- 2014-2018 – Z Nation